# Johann Caspar Schweizer (Theologe)
Johann Caspar Schweizer, auch Johann Caspar Suicerus (* 26. Juni 1620, anderes Datum 26. Juni 1619 in Frauenfeld; † 8. November 1688, anderes Datum 29. Dezember 1684 in Zürich) war ein Schweizer evangelischer Geistlicher, Philologe und Hochschullehrer.

## Leben

### Familie
Johann Caspar Schweizer war der Sohn von Johann Rudolf Schweizer, auch Johann Rudolf Schwyzer (* 1586), Pfarrer und Dekan des Frauenfelder Kapitels und dessen Ehefrau Susanna (geb. Lavater), einer Enkelin des mit Huldrych Zwingli befreundeten Züricher Bürgermeisters Johann Rudolf Lavater (1496–1557).
Johann Caspar Schweizer heiratete 1644 Elisabetha († 1679), Tochter von Konrad Keller, aus Dießenhofen; gemeinsam hatten sie drei Söhne, darunter Johann Heinrich Schweizer; einer seiner Nachfahren war der Theologe Alexander Schweizer.

### Werdegang
Johann Caspar Schweizer besuchte die Schulen in Zürich, nachdem er, mit Hilfe des Antistes Johann Jakob Breitinger in dem Alumnat aufgenommen worden war, dessen Schüler für den geistlichen Stand bestimmt waren; zu seinen Lehrern gehörte unter anderem Jakob Wolf (1601–1641), der Sprachlehrer war. 1640 erhielt er vom Examinatorenkonvent die Erlaubnis zum Besuch ausländischer Akademien, worauf er seine Studien an den Akademien in Montauban und Saumur sowie an der Universität Paris durchführte; hierbei wurde er in Saumur besonders von den Professoren Moyse Amyraut, Louis Cappel und Josué de La Place beeinflusst, die ihre Vorlesungen nicht nach der konservativen Glaubenslehre hielten und wegen dieser freieren Wissensvermittlung als heterodox getadelt wurden, sodass die Zürcher 1637 vorerst ihre Angehörigen von Saumur zurückberufen hatten.
Er kehrte 1643 nach Zürich zurück und wurde nach bestandenem Examen im Herbst 1643 Pfarrer in Basadingen. Bereits im Sommer 1644 wurde er aber bereits Dozent am Collegium Humanitas in Zürich, dazu wurde er 1646 Inspektor des Alumnats und zum Professor der hebräischen Sprache ernannt. 1649 erhielt er die Professur für Katechetik und 1656 die Hauptprofessur des Griechischen und Lateinischen am dortigen Collegium.
1660 wurde er zum Professor für Griechisch an das Collegium Carolinum berufen, hiermit verbunden war eine Chorherrenstelle am Grossmünster. Er wirkte dort, bis er 1683 aufgrund von gesundheitlichen Gründen um seine Entlassung bat.
Er war auch als Mitarbeiter an der Revision der Zürcher Bibel 1667 beteiligt.
Sein Nachfolger am Collegium Carolinum und als Chorherr wurde sein Sohn Johann Heinrich Schweizer.
Neben seinem Lehramt führte er im Namen des Antistes die offizielle Korrespondenz der Züricher Geistlichkeit und hielt akademische Reden, dazu übte er auch das Amt eines Bücherzensors aus.
Er pflegte seit seiner Schulzeit eine tiefe Freundschaft mit dem Orientalisten und Theologen Johann Heinrich Hottinger.

### Publizistisches Wirken
Johann Caspar Schweizer veröffentlichte zahlreiche Einzelarbeiten zur griechischen Grammatik, Syntax und Prosodie sowie zur Christlichen Archäologie und verfasste Lehrbücher für Studierende, unter anderem Sylloge vocum Novi Testamenti, das 1648 und 1659 aufgelegt und 1744 unter dem Titel Novi Testamenti dictionum sylloge Graeco-Latina von Johann Kaspar Hagenbuch neu herausgegeben wurde.
Schweizer verfasste sein philologisches Hauptwerk mit Thesaurus ecclesiasticus, e Patribus Graecis ordine alphabetico exhibens quaecunque phrases, ritus, dogmata, haereses, & hujusmodi alia spectant, ein Lexikon zur Sprache der griechischen Kirchenväter, das erstmals 1682 in Amsterdam in zwei Bänden erschien; 1728 erschien es in zweiter Auflage, mit Beiträgen von seinem Sohn, und 1746 in Utrecht in dritter Auflage. Seine Schrift Symbolum Nicaeno-Constantinopolitanum ex antiquitate ecclesiastica illustratum wurde erst 1718, posthum, veröffentlicht. Sein Werk Lexicon Hesychianum wurde nicht gedruckt und liegt handschriftlich in der Zentralbibliothek Zürich.

## Schriften (Auswahl)
- Novi Testamenti glossarium Graeco-Latinum. Tiguri, sumptibus Heideggeri, 1744.
- Novi Testamenti dictionum sylloge Graeco-latina. Tigurum: 1648.
- Syntaxis Graecae. Tigurum: 1651.
- Ratio Syntaxis Apud Graecos : Selectioribus; ex Novo maxime Foedere, & Ecclesiae primitivae Patrum Monimentis; illustrata Exemplis, usuique Linguae Graecae Studiosorum destinata. Tiguri: Bodmerus, 1651.
- Sacrarum observationum liber singularis. Tigurum: 1665
- Lexicon Graeco-Latinum et Latino-Graecum. Tiguri: Gessnerus, 1683.
- Suiceri Symbolum Niceno-Constantinopolitanum expositum et ex antiquitate ecclesiastica illustratum. Zürich 1718.
- Thesaurus ecclesiasticus, e Patribus Graecis ordine alphabetico exhibens quaecunque phrases, ritus, dogmata, haereses, & hujusmodi alia spectant.
  - Band 1. Amsterdam 1728.
  - Band 2. Amsterdam 1728.